# Јохан Петер Густав Лежен Дирихле
Јохан Петер Густав Лежен Дирихле (изговор: //; Дирен, 13. фебруар 1805 — Гетинген, 5. мај 1859) био је немачки математичар коме се приписује модерна „формална“ дефиниција функције.
Његова породица је из града Рихлет у Белгији, одакле и потиче његово презиме „Лежен Дирихле“ (фр. le jeune de Richelette", у значењу „млади момак из Рихлета). Тамо је такође живео и његов деда.
Дирихле је рођен у Дирену, где је његов отац радио као шеф поште. Образован је у Немачкој, а онда у Француској, где је учио од многих реномираних математичара тадашњице, између којих је и Георг Ом. Његов први рад био је о Фермаовој последњој теореми и састојао се од делимичног доказа за случај {\displaystyle n=5}. Тај доказ завршио је Адријан Мари Лежандр, који је био један од лектора. Дирихле је такође завршио свој доказ у скоро исто време; касније је дао потпун доказ за случај {\displaystyle n=14}.
Године 1831, оженио се Ребеком Анријетом Менделсон Бартолди, која је дошла из познате породице конвертита из Јудаизма у Хришћанство; била је унука филозофа Мозеса Менделсона, ћерка Абрахама Менделсона Бартолдија и сестра композиторâ Феликса Менделсона Бартолдија и Фани Менделсон.
Фердинанд Ајзенштајн, Леополд Кронекер и Рудолф Липшиц били су његови студенти. После његове смрти, Дирихлеова предавања и остале резултате из теорије бројева сакупио је, приредио и објавио његов пријатељ и колега математичар, Рихард Дедекинд под насловом Предавања о теорији бројева.

## Биографија

### Младост (1805–1822)
Густав Лежен Дирихле је рођен 13. фебруара 1805. у Дирену, граду на левој обали Рајне који је у то време био део Првог француског царства, а који је враћен у састав Пруске после Бечког конгреса 1815. Његов отац Јохан Арнолд Лежен Дирихле био је управник поште, трговац и градски већник. Његов деда по оцу дошао је у Дирен из Ришелета (или вероватније Ришела), мале заједнице 5 km (3 miles) североисточно од Лијежа у Белгији, одакле произилази његово презиме „Лежен Дирихлет“ („le jeune de Richelette“, француски за „младић из Ришелета“).
Иако његова породица није била богата и он је био најмлађе од седморо деце, родитељи су подржавали његово школовање. Уписали су га у основну, а потом и приватну школу у нади да ће касније постати трговац. Млади Дирихле, који је показао велико интересовање за математику пре 12 година, убедио је родитеље да му дозволе да настави студије. Године 1817, послали су га у Бонску гимназију под старатељством Петера Јосефа Елвениха, студента којег је његова породица познавала. Године 1820, Дирихле се преселио у Језуитску гимназију у Келну, где су његове лекције код Георга Ома помогле да прошири своје знање из математике. Гимназију је напустио годину дана касније само са сведочанством, јер га је неспособност да течно говори латински спречила да заради Абитур.

### Студије у Паризу (1822–1826)
Дирихле је поново убедио своје родитеље да му обезбеде даљу финансијску подршку за студије математике, противно њиховој жељи за правном каријером. Како је Немачка у то време имала мало могућности да се студира виша математика, са само Гаусом на Универзитету у Гетингену који је номинално био професор астрономије и ионако није волео да предаје, Дирихле је одлучио да оде у Париз маја 1822. Тамо је похађао наставу на Колеџу де Франс и на Универзитету у Паризу, учећи математику од Хашета, између осталих, док је приватно проучавао Гаусове Аритметичке расправе, књигу коју је држао у при руци целог живота. Године 1823, препоручен је генералу Максимилијену Фоју, који га је унајмио као приватног учитеља да његову децу подучава немачком, а плата је коначно омогућила Дирихлу да постане независан од финансијске подршке својих родитеља.
Његово прво оригинално истраживање, које се састојало од дела доказа Фермаове последње теореме за случај  n , донело му је тренутну славу, јер је то био први напредак у теореми од Фермаовог сопственог доказа случаја  n  и Ојлеровог доказа за  n . Адријен-Мари Лежандр, један од судија, убрзо је завршио доказ за овај случај; Дирихле је завршио сопствени доказ кратко време после Лежандра, а неколико година касније је произвео потпуни доказ за случај  n . У јуну 1825. примљен је да предаје о свом делимичном доказу за случај  n  на Француској академији наука, што је изузетан подвиг за двадесетогодишњег студента без дипломе. Његово предавање на Академији је такође довело Дирихла у блиски контакт са Фуријеом и Поасоном, који су подигли његово интересовање за теоријску физику, посебно за Фуријеову аналитичку теорију топлоте.

### Повратак у Прусију, Бреслау (1825–1828)
Пошто је генерал Фоа умро у новембру 1825. и није могао да нађе ниједну плаћену позицију у Француској, Дирихле је морао да се врати у Пруску. Фурије и Поасон су га упознали са Александром фон Хумболтом, који је био позван да се придружи двору краља Фридриха Вилхелма III. Хумболт, планирајући да од Берлина направи центар науке и истраживања, одмах је понудио своју помоћ Дирихлеу, шаљући писма у његову корист Пруској влади и Пруској академији наука. Хумболт је такође обезбедио писмо препоруке од Гауса, који је читајући његове мемоаре о Фермаовој теореми написао са необичном количином похвала да је „Дирихле показао одличан таленат“. Уз подршку Хумболта и Гауса, Дирихлу је понуђено место професора на Универзитету у Бреславу. Међутим, пошто није положио докторску дисертацију, приложио је своје мемоаре о Фермаовој теореми као тезу Универзитету у Бону. Поново га је недостатак течног знања латинског учинио неспособним да одржи потребну јавну расправу о својој тези; након дуге расправе, универзитет је одлучио да заобиђе проблем додељивањем почасног доктората у фебруару 1827. Такође, министар просвете му је одобрио оприштај за латинску расправу неопходну за хабилитацију. Дирихле је стекао хабилитацију и држао предавања 1827–28. године као приватни доцент у Бреславу.

## Математичко истраживање

### Теорија бројева
Теорија бројева је била Дирихлов главни истраживачки интерест, поље у којем је произвео неколико дубоких резултата и доказујући их увео сет фундаменталних алата, од којих су многи касније названи по њему. Године 1837, он је објавио Дирихлову теорему о аритметичкој прогресији, користећи концепте математичке анализе да реши алгебарски проблем и тиме је креирао грану аналитичке теорије бројева. При доказивању теореме, он је увео Дирихлове симболе и Л-функције. Исто тако, у том чланку он је нагласио разлику између апсолутне и условне конвергенције реда и њен утицај у ономе што је касније названо теоријом Риманове серије. Године 1841, он је генерализовао своју теорему аритметичке прогресије од целих бројева до прстенова Гаусових целих бројева {\displaystyle \mathbb {Z} [i]}.
У неколико радова из 1838 и 1839, он је доказао прву формулу класе бројева, за квадратне форме (које је касније разрадио његов студент Кронекер). Формула, коју је Јакоби звао резултатом који „додирује највишу људску способност”, отворила је пут за сличне резултате у погледу општијих поља бројева. На основу својих резултата истраживања структуре јединичне групе квадратних поља, он је доказао Дирихлову јединичну теорему, што је фундаментални резултат у алгебарској теорији бројева.
Он је први користио Дирихлеов принцип, основни аргумент бројања, у доказу теореме у диофантинској апроксимацији, касније названој по њему Дирихлова апроксимациона теорема. Он је објавио важне доприносе последњој Фермаовој теореми, за коју је доказао случајеве n=5 и n=14, и закон биквадратног реципроцитета. Проблем Дирихлеовог делитеља, за који је он пронашао прве резултате, још увек је нерешен проблем у теорији бројева упркос каснијим доприносима других истраживача.

## Изабране публикације
- Lejeune Dirichlet, J.P.G. (1889).  L. Kronecker, ур. Werke. 1. Berlin: Reimer.
- Lejeune Dirichlet, J.P.G. (1897).  L. Kronecker, L. Fuchs, ур. Werke. 2. Berlin: Reimer.
- Lejeune Dirichlet, J.P.G.; Richard Dedekind (1863). Vorlesungen über Zahlentheorie. F. Vieweg und sohn.